# أنتوني كلارك (لاعب كريكت)
أنتوني كلارك (23 مارس 1977 بسيدني في أستراليا - ) (بالإنجليزية: Anthony Clark)‏ هو لاعب كريكت أسترالي.

## وصلات خارجية
- أنتوني كلارك (لاعب كريكت) على موقع إي آس بي آن كريك إنفو (الإنجليزية)